# Swinging London
Swinging London (u prevodu "Raskalašni London") je sveobuhvatni izraz koji se odnosi na modu i kulturnu scenu koja je cvetala u Londonu 1960-ih godina.
To je bio fenomen mladih koji je naglašavao novo i moderno. Bio je to period optimizma i hedonizma, kao i kulturne revolucije.
Swinging London je definisao časopis Tajm u svom izdanju za 15. april 1966.

## Muzika
Swinging London koji se proslavio u Kolin Mekinsovom romanu Absolute Beginners iz 1959, uključivao je i muziku Bitlsa, Roling Stonsa, Kinksa, The who, The Small Faces, i drugih umetnika iz Britanske invazije, kako su ih nazivali u Americi.

## Moda
U periodu Swinging London-a, moda i fotografija bili su istaknuti u Queen magazinu, što je skrenulo pažnju na modnu dizajnerku Meri Kvant.
Model Džin Šrimpton bila je još jedna ikona i jedna od prvih svetskih supermodela. Bila je najplaćeniji i najfotografisaniji model u to vreme.

## Filmovi
Ovaj fenomen je istaknut u filmovima tog vremena:Michelangelo Antonioni, Blow up (1966), Darling (1965), The Knack …and How to Get It (1965), Alfie (1966), Morgan: A Suitable Case for Treatment (1966), Georgy Girl (1966), Modesty Blaise (1966), Casino Royale (1967), Smashing Time (1967), To Sir, with Love (1967), Bedazzled (1967), Up the Junction (1968), if.... (1968), The Magic Christian (1969), i Performance (1970)

## Spoljašnje veze
- „1960s Fashion Feature, including biographies, interviews, clothing and resources”. muzej Viktorija i Albert.